# Jamazaki Naoko
Naoko (Sumino) Yamazaki  (japánul:山崎 直 子) (Macudo, Csiba prefektúra, 1970. december 27. –) japán mérnök, űrhajósnő. Chiaki Naito-Mukai után a második japán nő a világűrben.

## Életpálya
1993-ban az University of Tokyo keretében repülőgép mérnöki oklevelet. 1996-ban megvédte diplomáját. 1996-ban tagja volt a Japanese Experiment Module fejlesztési csapatnak. 1998.   júniusától 2000 márciusáig részt vett az ISS Centrifuge Accomodations Module (törölték a programot kiképzési programjában. 1999. február 10-től két társával részt vett a Japán Űrügynökség (NASDA, majd 2003. október 1-től JAXA) űrhajóskiképzésén. 2001 szeptemberétől támogatta a japán Kibo kísérlet modul építését. 2004 májusában befejezett kiképzésben részesült a Jurij Gagarin Űrhajóskiképző Központban. 2004 júniusától a Lyndon B. Johnson Űrközpontban részesült űrhajóskiképzésben. Egy űrszolgálata alatt összesen 15 napot, 02 órát, 47 percet, és 10 másodpercet (362 óra) töltött a világűrben. Űrhajós pályafutását 2011. augusztus 31-én fejezte be. Az University of Tokyo kutatója.

## Űrrepülések
STS–131, a Discovery űrrepülőgép 38. repülésének pilótája. A Leonardó Multi-Purpose Logistics Module (MPLM) űreszközzel logisztikai árut – 27 000 kilogramm – (víz, élelmiszer, ruházat, személyes tárgyak, orvosi- eszközök, berendezések, kutatási- kísérleti anyagok és eszközök) szállítottak. Egy űrszolgálata alatt összesen 15 napot, 02 órát, 47 percet, és 10 másodpercet (362 óra) töltött a világűrben. 10 029 810 kilométert (6 232 235 millió mérföldet) repült, 238 alkalommal kerülte meg a Földet.